# 右北平镇
右北平镇，原名甸子镇，2018年9月25日更名。是中华人民共和国内蒙古自治区赤峰市宁城县下辖的一个乡镇级行政单位。

## 行政区划
右北平镇下辖以下地区：
北洼子村、甸子村、马架子村、黑城村、板石沟村、河东村、小黑石村、大黑石村、孙家营子村、崔家窑村、四道营子村、十八台村、头道营子村、西河南村、南沟村、喇嘛洞村、河洛堡村、白石头村、曲家梁村、二道营子村、大宝贝台沟村和团结村。

## 文化
右北平镇黑城村是西汉时期右北平郡治所平冈遗址所在地，东距县城天义50公里，南距河北省平泉县城45公里。考古证实，这座古城的“花城”部分，地下埋藏有丰富的夏家店上层文化遗存，并在城内出土了许多汉代文物。